# Juliette Pochin
Juliette Louise B. Pochin (Haverfordwest, 1971) es una cantante galesa  mezzo-soprano, compositora / arreglista, y productora de discos. Es conocida por sus actuaciones en óperas y como recitalista clásica, así como por sus grabaciones de música crossover de estilo operístico. Morgan Pochin, la asociación que formó con su esposo James Morgan es conocida por sus producciones de discos para artistas como Katherine Jenkins y Alfie Boe, así como por sus arreglos para las bandas sonoras de cine y televisión. 

## Biografía
Nació en Haverfordwest, Pochin asistió a la Royal Academy of Music (Academia Junior) y a la Wells Cathedral School . Luego pasó a leer música en el Trinity College, Cambridge como estudiante de coro y también se formó en la [./https://en.wikipedia.org/wiki/Guildhall_School_of_Music_and_Drama Guildhall School of Music and Drama]. En 2005 firmó con  Sony BMG para grabar su álbum debut, Venezia, lanzado en 2006 como "Record Of The Week" de Classic FM .
Pochin está casada con el director de orquesta y compositor, James Morgan. La pareja se conoció en la Universidad de Cambridge y primero trabajaron juntos componiendo para los Footlights . Continuaron formando Morgan Pochin Music Productions. 
James Morgan y Juliette Pochin producen grabaciones, así como componen obras originales y arreglan música. Han compuesto y arreglado música para varios programas de televisión, incluyendo Los Kumars en el puesto número 42, así como la composición y producción Katherine Jenkins 'álbum debut Premiere . La compañía también produjo el álbum Swimming the London de The King's Singers, Venezia, el álbum solista de Pochin, Serenata de poesía de Brian Knowles, y Songs Without Words de Classic FM . Morgan y Pochin organizaron los temas "Lucrezia" (basado en "Gia nel seno" de la cantata La Lucrezia de Handel) y "Pace non trovo" (una adaptación vocal del Oboe Concerto de Alessandro Marcello ) en el álbum de 2010 de Danielle De Niese, Diva  Su composición coral Kubla Khan tuvo su estreno mundial en el Festival de Brighton de 2002.
En 2010, Morgan Pochin adaptó la música de Mozart a una partitura de película moderna para una nueva película británica basada en su ópera Così fan tutte . El título de trabajo de la película es First Night y está protagonizada por Richard E. Grant y Sarah Brightman . El álbum de la banda sonora de la película, arreglado y producido por Morgan Pochin, fue lanzado en el sello Sony en octubre de 2011.
En 2010 Morgan Pochin produjo Bring him Home, el primer álbum de Alfie Boe para Decca Records . En 2011, Morgan Pochin produjo varias canciones para el segundo álbum de estudio Classic de Joe McElderry . El álbum alcanzó el número dos en las listas británicas el 3 de septiembre de 2011. A finales de 2011, Morgan Pochin produjo Alfie, su segundo álbum para Alfie Boe en los discos de Decca. En 2012, Morgan Pochin produjo la música para la primera película de Dustin Hoffman como director Quartet, protagonizada por Maggie Smith, Billy Connolly, Tom Courtenay y Michael Gambon . 
El trabajo se completó a principios de 2013 en "The Great Enormo - un Kerfuffle in B flat para orquesta, soprano y avispas"; Música de James Morgan y Juliette Pochin, palabras de Michael Rosen . Encargado por el Festival de Brighton, se estrenó el 4 de mayo de 2013 en el Brighton Dome para la apertura del festival. Presentó a Michael Rosen como narrador, James Morgan como director, Juliette Pochin como soprano y la Sinfonía de la Ciudad de Londres como orquesta. Desde entonces, se ha presentado con la [./https://en.wikipedia.org/wiki/City_of_Birmingham_Symphony_Orchestra City of Birmingham Symphony Orchestra] en el Birmingham Symphony Hall,
A mediados de 2013, Morgan Pochin produjo, arregló y compuso pistas para el álbum Wonderful World de Jack Topping . El álbum fue publicado por Decca Records el 2 de diciembre de 2013 y alcanzó el número 1 en la Classical Artists Chart el 14 de diciembre.

## Grabaciones

### Como intérprete
- Venezia (selecciones de los sonetos de Vivaldi cantadas con la música de sus cuatro estaciones ). Etiqueta: Sony / BMG.[16]
- The Sky Shall Be Our Roof (canciones raras de las óperas de Ralph Vaughan Williams ) - Sarah Fox (soprano), Juliette Pochin (mezzo-soprano), Andrew Staples (tenor), Roderick Williams (barítono), Iain Burnside (piano). Etiqueta: Albion Records[17]
- Serenata de poesía (poemas en inglés establecidos por el compositor Brian Knowles) - Jon Christos (tenor), Nick Garrett (bajo-barítono), Juliette Pochin (mezzo-soprano), Elin Manahan Thomas (soprano); Orquesta Filarmónica de la ciudad de Praga, James Morgan (director). Etiqueta: Signum records.[18][19]

### Como productor / arreglista
- Canciones Sin Palabras . Etiqueta: Universal / Classic FM
- Estreno - Katharine Jenkins. Etiqueta: UCJ
- Tráelo a casa - Alfie Boe. Etiqueta: Decca
- Alfie - Alfie Boe. Etiqueta: Decca.
- Clásico - Joe McElderry. Etiqueta: Decca.
- Navidad clásica - Joe McElderry. Etiqueta: Decca
- Rock clasico Etiqueta: Decca.
- Canciones sin palabras - Label UCJ
- Nadar en Londres - The Kings Singers - Label: Signum.
- Venezia - Juliette Pochin. - Etiqueta: Sony.